# Зубалов, Феофилакт Андреевич
Феофила́кт Андре́евич Зуба́лов (2 (15) сентября 1915 года — 10 сентября 1968 года) — участник Великой Отечественной войны, командир 3-го стрелкового батальона 184-го гвардейского стрелкового полка 62-й гвардейской стрелковой дивизии 37-й армии Степного фронта, гвардии майор, Герой Советского Союза.

## Биография
Родился 2 сентября (15 сентября по новому стилю) 1915 года в селе Гуниакала (ныне Цалкский муниципалитет Грузии) в семье служащего. Грек. Окончив в родном селе неполную среднюю школу и 2 курса Цалкского педагогического техникума, работал учителем сельской школы. Окончил заочное отделение финансового техникума в столице Грузии — городе Тбилиси.
В Красной Армии в 1936—1939 годах. Член ВКП(б)/КПСС с 1939 года. После увольнения в запас, с 1939-го по 1941 годы работает директором Курсавского детского дома в селе Красноярское Курсавского района Ставропольского края, куда в 1938 году переехала его семья.
В Красную Армию вновь призван в 1941 году. В том же году окончил курсы «Выстрел». Участник Великой Отечественной войны с июня 1941 года.
В 1942 году стрелковый батальон, которым командовал Ф. А. Зубалов, на подступах к Сталинграду в неравном и кровопролитном бою овладел господствовавшей над местностью высотой «Фигурная» и важным в стратегическом плане населённым пунктом на правом берегу реки Дон — Новая Калитва (Воронежская область), обеспечив прорыв советским войскам.
Командир 3-го стрелкового батальона 184-го гвардейского стрелкового полка (62-я гвардейская стрелковая дивизия, 37-я армия, Степной фронт) гвардии капитан Феофилакт Зубалов особо отличился в битве за Днепр.
28 сентября 1943 года Зубалов Ф. А. во главе вверенного ему батальона первым переправился на правый берег реки Днепр и обеспечил захват господствующих высот в районе села Мишурин Рог Верхнеднепровского района Днепропетровской области Украины.
В течение четырёх суток батальон гвардии капитана Зубалова отбил свыше пятнадцати контратак гитлеровской пехоты, поддерживаемой эсесовской танковой дивизией «Мертвая голова», уничтожив 15 танков и 6 автомашин противника. Рубеж был удержан.
Указом Президиума Верховного Совета СССР от 20 декабря 1943 года за образцовое выполнение боевых заданий командования на фронте борьбы с немецко-фашистскими захватчиками и проявленные при этом мужество и героизм гвардии капитану Зубалову Феофилакту Андреевичу присвоено звание Героя Советского Союза с вручением ордена Ленина и медали «Золотая Звезда» (№ 2627).
В 1944 году Ф. А. Зубалов окончил ускоренный курс Военной академии имени М. В. Фрунзе. После войны гвардии майор Зубалов Ф. А. — в запасе.
Окончил Всесоюзную школу по подготовке директоров совхозов, а в 1951 году — педагогический институт в городе Пятигорске Ставропольского края. Работал на различных административно-хозяйственных должностях в Кабардино-Балкарии, Грузии, директором Ессентукского откормочного совхоза Ставропольского края.
Был директором совхоза «Пятигорский» в посёлке Нижнеподкумском с 1959 по 1966 года.
Скончался 10 сентября 1968 года. Похоронен на кладбище города Ессентуки. На могиле установлен обелиск.

## Награды
- Медаль «Золотая Звезда» Героя Советского Союза;
- орден Ленина;
- два ордена Красного Знамени;
- орден «Знак Почёта»;
- медали, в том числе малая золотая медаль ВДНХ СССР.

## Память
- Именем Ф. А. Зубалова названы улицы в городе Ессентуки, в посёлке Нижнеподкумском, в селе Константиновском Ставропольского края, в Цалке (Грузия), в селе Пипена (Молдавия).
- На родине Героя в селе Гуниакала его именем названа средняя школа.
- В 1972 году на фасаде здания средней школы села Красноярского Ставропольского края установлена мемориальная доска. Школа носит его имя[2] .
- В 2020 году установлена мемориальная доска в посёлке Нижнеподкумском на доме, где проживал Ф. А. Зубалов[1].